# Csinhuangtaói Olimpiai Stadion
A Csinhuangtaói Olimpiai Stadion (Qinhuangdao Olympic Sports Centre, egyszerűsített kínai írással: 秦皇岛市奥林匹克体育中心体育场) Kínában, Csinhuangtaó (Qinhuangdao)ban található a Hopej (Hebei) sugárúton. A stadion a 2008. évi nyári olimpiai játékok labdarúgótornáinak helyt adó egyik többfunkciós létesítmény. 2002 májusában kezdték építeni a többrendeltetésű létesítményt és 2004. július 30-án átadták a portnak, kultúrának. A létesítménynél 168 000 négyzetméter befedhető. Befogadóképessége 33 572 néző, aminek 0,2%-a speciálisan kivitelezett, hogy a mozgássérültek is látogathassák a rendezvényeket.